# سولفادی‌کرامید
سولفادی‌کرامید (به انگلیسی: Sulfadicramide) با فرمول شیمیایی C۱۱H۱۴N۲O۳S یک ترکیب شیمیایی با شناسه پاب‌کم ۸۲۸۱ است. که جرم مولی آن ۲۵۴٫۳۰۵۴۶ g/mol می‌باشد. 